# Walter Piludu
Walter Piludu (Milano, 15 giugno 1950 – Cagliari, 3 novembre 2016) è stato un politico italiano. Pubblico amministratore negli anni ottanta e novanta, è stato un militante e un dirigente locale del Partito Comunista Italiano dal 1971 ai primi anni novanta.

## Biografia
Nato a Milano nel 1950 ma trasferitosi a Cagliari nel 1964, nel 1971 si iscrisse al PCI contribuendo a formare la sezione universitaria "Carlo Marx" della quale sarebbe poi stato segretario dal 1972 al 1974. Chiamato a dirigere l'organizzazione giovanile del partito (la FGCI), tra il 1976 e il 1979 ne fu prima segretario della federazione di Cagliari e poi segretario regionale della Sardegna. Funzionario politico del PCI, come componente della segreteria della federazione di Cagliari del partito, tra il 1979 e il 1985 ricoprì diverse responsabilità politiche.
Eletto nel 1985 alla Provincia di Cagliari, fu per tre anni assessore ai Lavori Pubblici e dal 1988 al 1990 Presidente della Provincia. Nel novembre del 1989 fu tra i primi e pochi dirigenti locali del PCI a schierarsi contro la cosiddetta svolta della Bolognina promossa da Achille Occhetto per cambiare nome al partito: di quella battaglia politica, fu in Sardegna uno dei principali animatori.
Nel gennaio del 1991, dopo il congresso di trasformazione del PCI in Partito Democratico della Sinistra, nonostante fosse stato un convinto sostenitore della politica di Enrico Berlinguer e fosse stato fortemente influenzato dalla lezione di Giorgio Amendola, decise di non aderire al PDS e si impegnò nel movimento prima e poi nel Partito della Rifondazione Comunista, del quale fu coordinatore regionale dal febbraio 1991 al maggio 1992. Nel gennaio 1994 annunciò la sua uscita dal partito che aveva contribuito a fondare. Pur continuando, sino al 1995, il suo impegno istituzionale di consigliere alla Provincia di Cagliari alla guida del gruppo dei "Comunisti Indipendenti" e pur rimanendo sempre legato alle ragioni della sinistra riformatrice, non aderì mai più ad alcun partito.
Dal 2011 era malato di SLA. Nel 2015 venne intervistato dal programma televisivo Le Iene sul tema dell'eutanasia.
Nel giugno 2015 diede alle stampe il libro Il cugino comunista - Viaggio al termine della vita, scritto da Walter con il cugino Carlo Piludu.
Morì a Cagliari il 3 novembre 2016 all'età di 66 anni.

## Il caso giudiziario di Walter Piludu
Il caso giudiziario di Walter Piludu è emerso nel 2011 quando gli è stata diagnosticata la sclerosi laterale amiotrofica (SLA).
Il 12 luglio 2012 Piludu ha redatto una scrittura privata in cui ha esposto il suo desiderio di non essere sottoposto a cure invasive, come la respirazione assistita, la dialisi e la rianimazione cardio-polmonare, in caso di perdita della capacità di autodeterminarsi dovuta all'evoluzione della patologia. Ha espressamente richiesto la sedazione terminale in tali circostanze.
Il 10 novembre 2014 Piludu ha redatto un'altra scrittura privata confermando la progressiva perdita delle funzioni respiratorie e la sua dipendenza da un respiratore meccanico a causa della SLA in fase avanzata. Ha delegato il suo amministratore di sostegno ad agire nel caso in cui dovesse perdere la capacità di comunicare direttamente le proprie volontà, chiedendo l'assistenza di un medico per la somministrazione di farmaci sedativi e il successivo scollegamento del respiratore.
Nel settembre 2015 Piludu ha dichiarato di aver completamente perso l'uso della parola e di poter comunicare solo tramite un comunicatore acustico a comandi oculari. Ha subito un intervento di tracheostomia per la PEG nel luglio 2015, ma ha constatato un peggioramento nella qualità della vita e ha ritenuto inutile il proseguimento della ventilazione meccanica. Nel maggio 2016 ha richiesto formalmente all'ASL di Cagliari il distacco del respiratore artificiale, previa sedazione.
Il 31 maggio 2016 l'amministratore di sostegno di Piludu ha presentato una richiesta al Tribunale di Cagliari per ottenere l'autorizzazione al distacco di tutti i presidi medici vitali, conformemente alle volontà espresse di Piludu. Il giudice tutelare ha effettuato una visita a domicilio il 21 giugno 2016, confermando la lucidità delle manifestazioni di volontà di Piludu. Il 16 luglio 2016 il giudice tutelare del Tribunale di Cagliari ha emesso una sentenza accogliendo la richiesta dell'amministratore di sostegno.
Nella motivazione della sentenza il giudice tutelare ha richiamato l'art. 32 della Costituzione e ha individuato fonti del diritto che supportano l'ampia portata del consenso informato, nonostante l'assenza di una specifica legge sul fine vita. Ha fatto riferimento alla Convenzione di Oviedo sulla biomedicina del 1997, al Codice di deontologia medica del 2006 e alla Carta dei diritti fondamentali dell'Unione europea.
La sentenza ha concluso richiamando la decisione n. 650 del 6 aprile 2016 del TAR Lombardia, legata al caso Englaro, sottolineando il rispetto del consenso libero e informato della persona interessata.
Il 3 novembre 2016 Walter Piludu ha esercitato il suo diritto di interrompere la ventilazione polmonare, previa sedazione.

## Opere
- Il cugino comunista - Viaggio al termine della vita, con Carlo Piludu, Cagliari, CUEC, 2015, ISBN 978-88-8467-928-4.